# 福科納斯 (佛羅里達州)
福科納斯（英語：Four Corners）是位於美國佛羅里達州萊克縣、橙縣、奧西歐拉縣和波爾克縣的一個人口普查指定地區。

## 地理
福科納斯的座標為28°20′01″N 81°38′33″W / 28.33361°N 81.64250°W，而該地最高點為海拔高度10米（即33英尺）。

## 人口
根據2010年美國人口普查的數據，福科納斯的面積為129.80平方千米，當中陸地面積為120.10平方千米，而水域面積為9.70平方千米。當地共有人口26116人，而人口密度為每平方千米201人。